# Georges Mouton
Georges Mouton, conte de Lobau, (n. 21 februarie 1770, Phalsbourg⁠(d), Lorraine⁠(d), Franța – d. 27 noiembrie 1838, Paris, Île-de-France, Franța) a fost un general francez, mareșal și pair al Franței.